# Lone wolf (terrorisme)
Een lone wolf (Nederlands: eenzame wolf) is een persoon die als een vorm van terrorisme gewelddadige handelingen alleen voorbereidt en pleegt, buiten elke commandostructuur en zonder materiële hulp van een groep of organisatie van mededaders of directe uitlokkers. In zijn oorspronkelijke betekenis is een "eenzame wolf" een dier of persoon die gewoonlijk alleen leeft of tijd doorbrengt in plaats van met een groep (een eenling). Door het ontbreken van medeplichtigen is de dader als hij eenmaal ontkomen is vaak moeilijk op te sporen.
De lone wolf kan zijn beïnvloed of gemotiveerd door de ideologie en overtuigingen van een bestaande groep en kan een dergelijke groep steunen. Vaak gaat aan het daadwerkelijk plegen van de aanslag(en) een radicalisering vooraf, waarbij de persoon door invloed van extreme ideeën ook zelf er steeds extremistischer denkbeelden op na gaat houden. Omdat deze persoon zich isoleert, zal hij slechts deze radicale propaganda ontvangen en is er geen ruimte voor een tegengeluid van familie, vrienden of bekenden. Ook persoonlijke omstandigheden zoals het ontbreken van een partner, werkloosheid, financiële tegenslagen. wonen in een achterstandswijk, verslaving etc. kunnen dit in de hand werken. Uiteindelijk neemt deze persoon een zekere drempel om deze ideeën in daden om te zetten. De komst van internet en extremistische websites heeft dit proces gefaciliteerd, maar ook voor de komst van internet was er sprake van radicalisering van eenlingen. 
Een groep kan soms wel lone wolves proberen te beïnvloeden of te provoceren tot het plegen van aanslagen. De Islamitische Staat deed dit bijvoorbeeld in 2014 als represaillemaatregel voor de bombardementen op IS-gebied. Door het uitdragen van een boodschap via de (sociale) media hoopt men individuen die al geradicaliseerd zijn over te halen tot het plegen van aanslagen.
Voorbeelden van acties van een lone wolf zijn de aanslagen door de rechtsextremist Anders Behring Breivik. Evenzo de lange tijd onopgeloste moord op Olof Palme in Stockholm in februari 1986. Het Zweedse Openbaar Ministerie maakte 34 jaar later, in juni 2020, het scenario bekend waarin Stig Engström als enige dader zou hebben gehandeld. Theodore Kaczynski, de Unabomber, die gedurende een langere periode in de Verenigde Staten opereerde en een serie bomaanslagen pleegde, was een bekende lone wolf.
In Nederland is de moord op Pim Fortuyn in 2002 als een daad van een lone wolf beschouwd. Bij gebreke van aanwijsbare medeverdachten is dit evenzo het geval bij de moord op Theo van Gogh in 2004, hoewel er in deze zaak ook wel een verband werd gelegd met de zogeheten Hofstadgroep. Ook Karst Tates handelde alleen bij zijn mislukte aanslag op het Koninklijk Huis, waarbij wel hijzelf en zeven anderen om het leven kwamen. Waar het nog mogelijk is om radicale organisaties in de gaten te houden, is het lastiger om de kans in te schatten dat een lone wolf daadwerkelijk een aanslag pleegt. Hieruit ontstond het begrip ‘stochastisch terrorisme’, overgenomen vanuit de kansberekening. Wel is het mogelijk bepaalde personen in de omgeving van mogelijke lone wolves, zoals leraren en ouders, alert te maken op signalen die kunnen duiden op radicalisering van een individu. Verder kan men ook zorgen dat omgevingen minder vruchtbaar voor radicalisering worden, zoals achterstandswijken verbeteren en het opzetten van buurthuizen en -activiteiten zodat jongeren iets omhanden en sociale binding hebben.

## Voetnoten
1. ↑  Florian Hartleb, Lone Wolves. The New Terrorism of Right-Wing Single Actors, 2020, p. 80. Gearchiveerd op 21 april 2024.